# Spherillo marquesarum
Spherillo marquesarum är en kräftdjursart som beskrevs av Jackson1935. Spherillo marquesarum ingår i släktet Spherillo och familjen Armadillidae. Inga underarter finns listade i Catalogue of Life.